# Caja de conexión

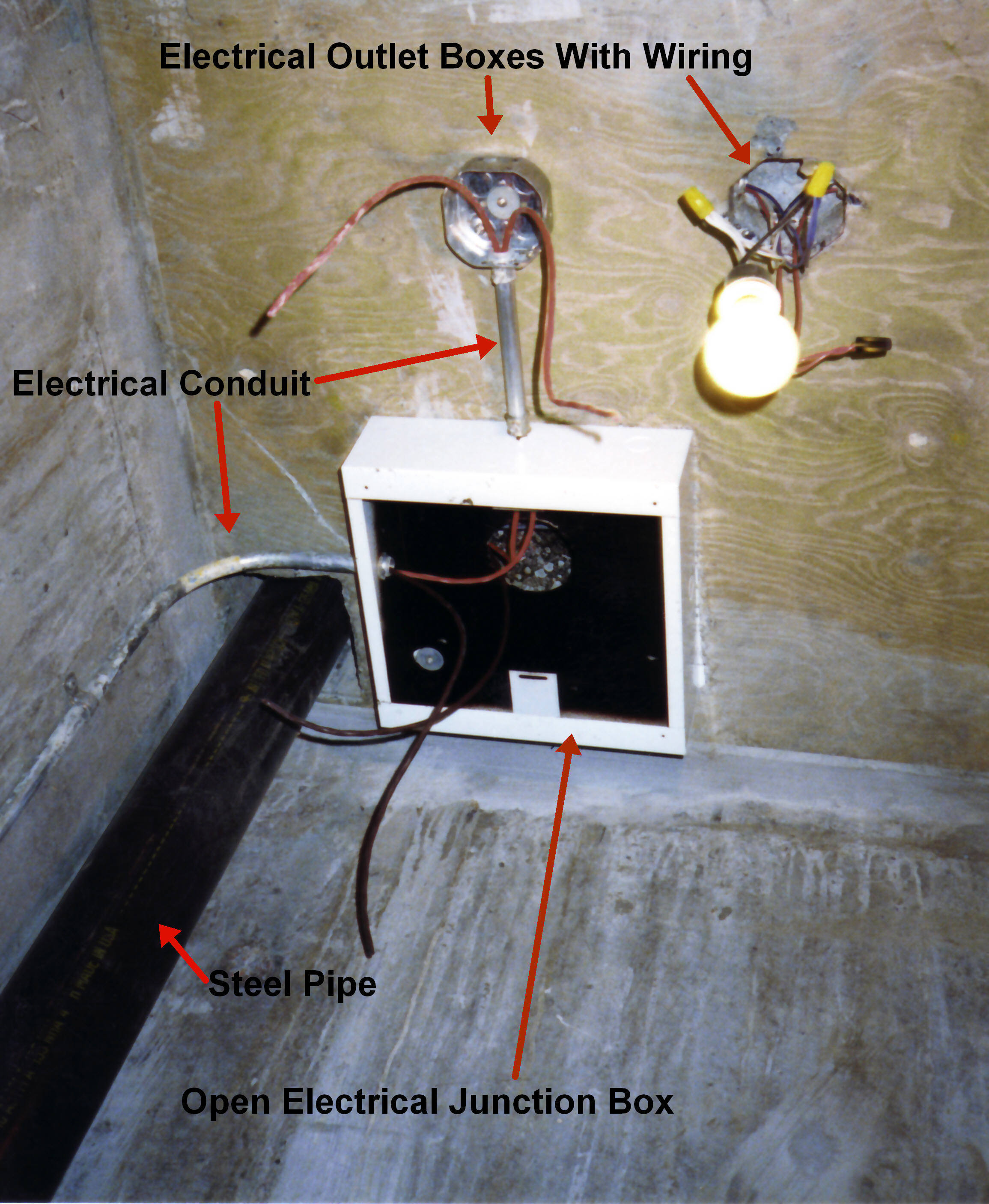
Caja de junción eléctrica en el proceso de instalación. Los conductos eléctricos terminan a los lados y los cables pasan a través o se unen a través de la caja.

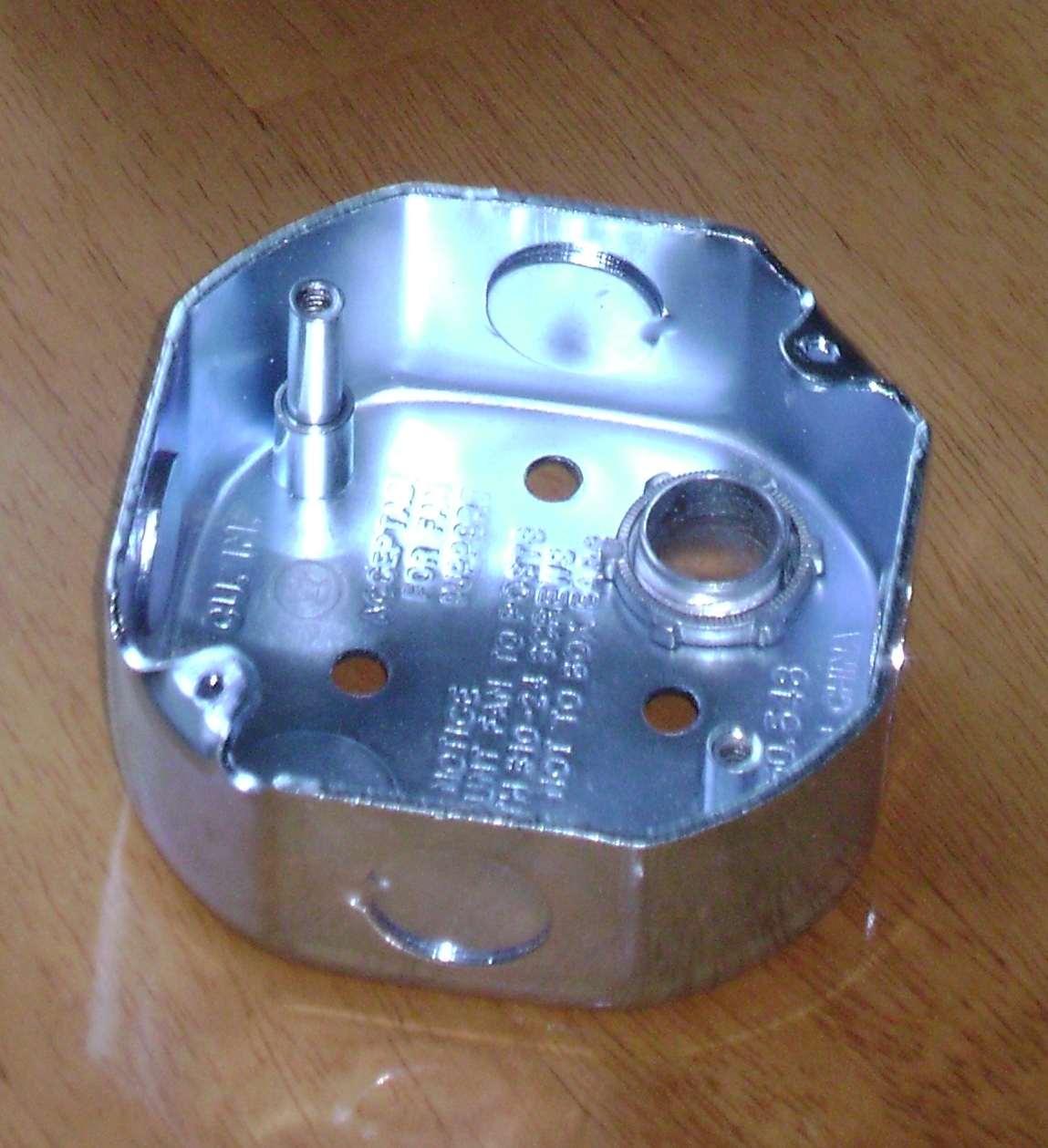
Una caja de junción metálica

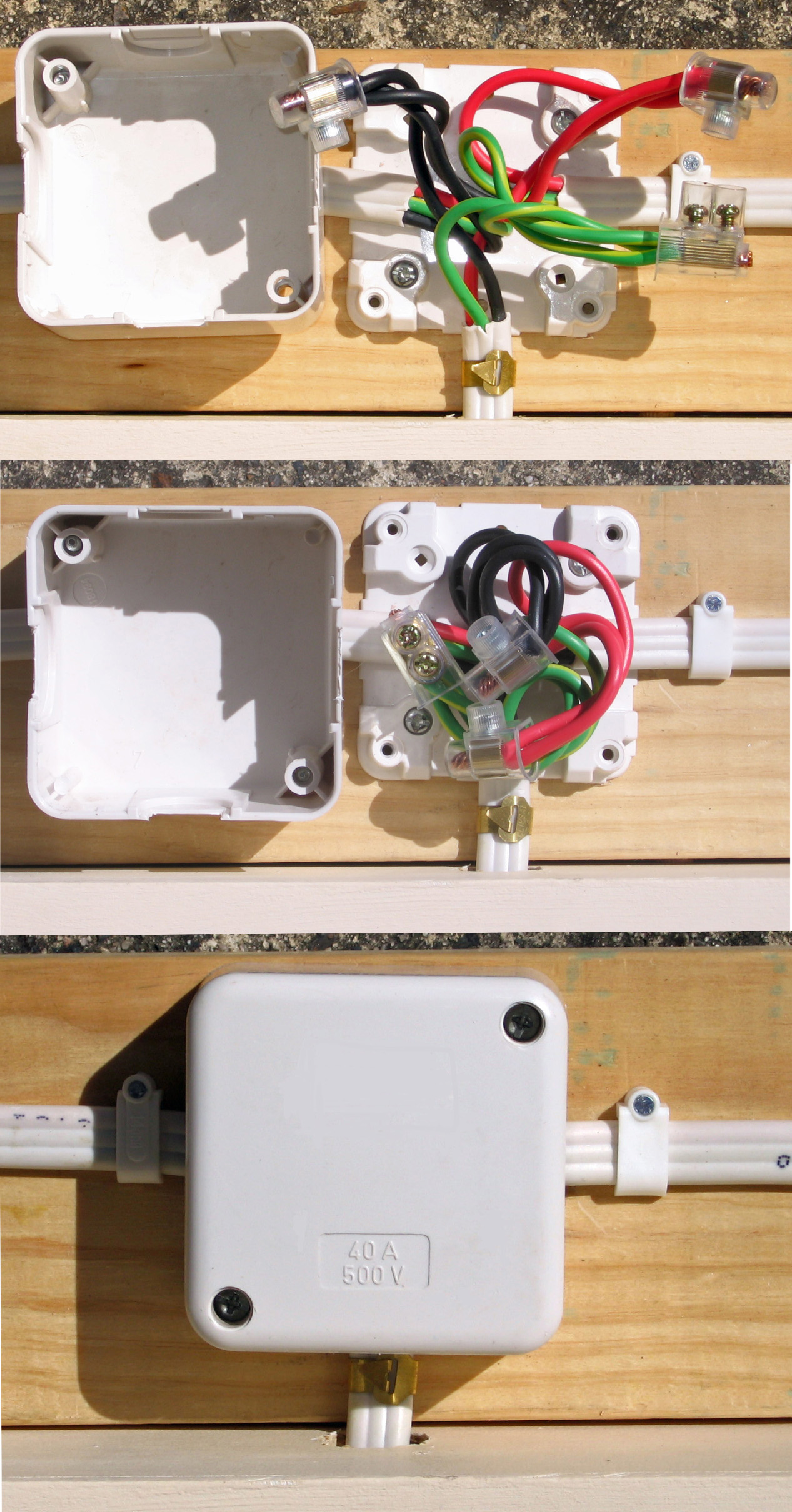
Caja de junción montada en superficie interna en Australia- mostrando las etapas de cableado.

Una caja de conexión, caja de junción, caja de derivación, caja de empalmes o caja eléctrica es un contenedor de conexiones eléctricas, por lo general destinada a ocultarlas de la vista y desalentar la manipulación. Una pequeña caja de conexiones de metal o de plástico puede formar parte de un conducto eléctrico o cable con funda termoplástica (TPS) del sistema en un edificio. Está diseñada para su montaje en superficie, se utiliza sobre todo en techos (falsos techos), y menos habitualmente, debajo de los pisos u oculto detrás de un panel de acceso - sobre todo en edificios residenciales o comerciales. Un tipo apropiado (como la que se muestra a la derecha) puede ser cubierto de yeso en una pared (aunque la ocultación completa ya no está permitida por los códigos y estándares modernos) o echado en hormigón - sólo con la cubierta visible.
De forma similar, un contenedor o caja montado en la pared utilizado principalmente para contener interruptores, bases de enchufes y el cableado de conexión asociado se denomina empotrable, caja empotrable o caja de mecanismo.
Un nuevo concepto de cajas de conexiones (cajas de empalme, cajas de registro, cajas de derivación) que además de la parte funcional como receptáculo de conexiones eléctricas aportaba una función estética y la innovación de un cierre por imanes, se denominaron CAJAS IMANBOX. Su inventor fue Jorge Colmena Bonache.
El término caja de conexiones también puede ser usada para un artículo más grande, tal como una pieza de mobiliario urbano . En el Reino Unido, estos artículos son a menudo llamados un gabinete. Véase Enclosura (eléctrica) .
Las cajas de conexiones forman una parte integral de un sistema de protección de los circuitos, donde se debe suministrar  integridad del circuito, como ocurre en la iluminación de emergencia o líneas de energía de emergencia. En una instalación de este tipo, la prueba de fuego alrededor de los cables de entrada o salida también debe extenderse a la caja de conexiones para evitar cortocircuitos dentro de la caja durante un incendio accidental.